# 国际比基尼小姐大赛
国际比基尼小姐大赛（Miss Bikini International Pageant）是选美赛事之一，创办于美国好莱坞。